# Plug
Plug je orodje, ki se uporablja pri poljedelstvu za pripravo prsti za sejanje ali sajenje kulturnih rastlin. Njegov namen je obračanje zgornje plasti zemlje, kar premakne hranilne snovi v njej bliže površini in plevel ter ostanke prejšnje žetve pod zemljo, kjer razpadejo. 
Hkrati pripomore tudi k prezračevanju prsti. 
Iznajdba pluga je ena od najpomembnejših iznajdb v zgodovini človeštva, tesno povezana z udomačitvijo prvih vlečnih živali (konkretneje goveda), kar je omogočilo bistveno večji pridelek in s tem razvoj prvih civilizacij. Domače živali, kot so voli in konji, se ponekod v ta namen uporabljajo še danes.
V industrializiranih delih sveta pluge vlečejo stroji. Prvi taki stroji so bili traktorji na parni pogon, kasneje pa taki z motorjem z notranjim zgorevanjem.